# Tmesorrhina laeta
Tmesorrhina laeta är en skalbaggsart som beskrevs av Moser 1913. Tmesorrhina laeta ingår i släktet Tmesorrhina och familjen Cetoniidae. Utöver nominatformen finns också underarten T. l. burgeoni.